# Дебальцевські лимани
Деба́льцевські лима́ни — ландшафтний заказник загальнодержавного значення в Україні. Розташований у межах Васильківського району Дніпропетровської області, між селами Дебальцеве і Перевальське, в межиріччі Верхньої Терси й Вовчої. 
Площа 429,3 га. Статус присвоєно 2005 року. Перебуває у віданні: Васильківська райдержадміністрація. 
Заказник являє собою ділянку заплавно-терасового ландшафту, серед якого: мілководні плеса, зарості очерету, рогозів, куги, бульбокомишу, осок, лепешняку разом з остепненими луками. Територія заказника слугує для збереження раритетної флори, гніздування коловодних птахів та нересту риби. Водно-болотні угіддя в долині степової річки, місце концентрації та гніздування багатьох видів рідкісних і зникаючих птахів (очеретянка прудка, степовий журавель, деркач та ін.). На луках — комплекс рідкісних рослин (тюльпан дібровний, косарики тонкі, рябчик руський та ін.).